# 擬尖鰭犀鱈
擬尖鰭犀鱈，為輻鰭魚綱鱈形目海鰗鰍科的其中一種，為亞熱帶海水魚，印度西太平洋區，包括臺灣海峽、東海、南海、暹羅灣、孟加拉灣、阿拉弗拉海海域，體長可達5.4公分，棲息在大陸棚水域，生活習性不明。

## 扩展阅读
維基物種上的相關：擬尖鰭犀鱈